# Савченко, Алёна Валентиновна
Алёна Валенти́новна Са́вченко (укр. Альона Валентинівна Савченко, нем. Aljona Savchenko; род. 19 января 1984, Обухов, Киевская область) — украинская и немецкая фигуристка, выступавшая в парном катании. В паре с Брюно Массо становилась олимпийской чемпионкой (2018), чемпионкой мира (2018), победительницей финала Гран-при (2017) и двукратной чемпионкой Германии (2016, 2018).
Алёна Савченко начала заниматься парным катанием в тринадцать лет. Её первым партнёром был Дмитрий Боенко, пара участвовала в юниорском чемпионате мира (1998). Затем каталась со Станиславом Морозовым, с которым была чемпионкой мира среди юниоров (2000), двукратной чемпионкой Украины (2000, 2001) и участницей Олимпийских игр (2002). После травмы Морозова начала поиск нового партнёра. Она договорилась с Антоном Неменко из России, но федерация фигурного катания Украины отказалась финансировать подготовку пары.
Она переехала в Германию, где встала в пару с Робином Шолковы. За одиннадцать совместных сезонов они стали двукратными бронзовыми призёрами Олимпийских игр (2010, 2014), пятикратными чемпионами мира (2008, 2009, 2011, 2012, 2014), четырёхкратными чемпионами Европы (2007—2009, 2011) и восьмикратными чемпионами Германии (2004—2009, 2011, 2014). После завершения Шолковы карьеры Савченко продолжила кататься. Она образовала пару с Брюно Массо, с которым победила на пятой для себя Олимпиаде.

## Биография

### Карьера до 2002 года
Родилась в многодетной семье учителей в городе Обухове в сорока пяти километрах от Киева. У Алёны три брата. Когда девочке было три года, она выбрала в подарок на день рождения коньки. Отец, мастер спорта по тяжёлой атлетике Валентин Савченко, водил её кататься на озеро. В возрасте пяти лет Алёну приняли в спортивную секцию, занималась на киевском катке «Льдинка», где спустя годы и раскрылся её талант. Не имея возможности снимать квартиру в столице, на тренировки в Киев каждый день ездила на автобусе из Обухова почти 9 лет. Спортивные чиновники не баловали Алёну заботой: за всё время выступлений за Украину фигуристке за счёт спорткомитета было пошито одно платье и приобретена пара коньков, все остальные спортивные костюмы сшиты на средства родителей.
Савченко и её первый партнёр Дмитрий Боенко тренировались у Александра Артыщенко и представляли Украину в составе киевского клуба «Динамо». Пара распалась после чемпионата мира среди юниоров 1998 года, на котором они заняли тринадцатое место.
Следующим партнёром Алёны стал Станислав Морозов, также из клуба «Динамо». Тренером пары была Галина Кухар. Савченко и Морозов в 2000 году выиграли юниорский чемпионат мира, дважды выигрывали чемпионат Украины и стали пятнадцатыми на Олимпийских играх 2002. Затем Станислав получил тяжёлую травму, а Алёна, не дожидаясь его восстановления, приступила к поискам нового партнёра.
Она пробовала скататься с Антоном Неменко из России, который был готов переехать в Киев. Однако финансировать подготовку этой пары украинская федерация фигурного катания отказалась.

### Переезд в Германию
В поисках нового партнёра Савченко обратилась к журналисту, пишущему о фигурном катании, Артуру Вернеру. Вернер порекомендовал Алёну тренеру Инго Штойеру, у которого был свободный па́рник — Робин Шолковы, и в мае 2003 года Алёна отправилась в Германию, в Хемниц.
В 2004 году, в свой первый же сезон, Савченко и Шолковы выиграли чемпионат Германии. В следующем сезоне они снова выиграли чемпионат Германии и дебютировали на международных соревнованиях, став четвёртыми на чемпионате Европы и шестыми на чемпионате мира. В течение сезона 2005—2006 пара третий раз стала чемпионом Германии, заняла второе место на чемпионате Европы и шестое на чемпионате мира.
Савченко получила немецкое гражданство 29 декабря 2005 года, что позволило паре выступить на Олимпийских играх в Турине, где она стала шестой. В марте 2007 года Савченко и Шолковы завоевали свою первую медаль мирового первенства — бронзу, ранее в том же году став чемпионами Европы. В 2008 году пара второй раз стала чемпионами Европы и выиграла чемпионат мира.
В сезоне 2008—2009 они заняли третье место в финале Гран-при, пропустив вперёд две китайские пары. Национальный чемпионат пара выиграла в этом году шестой раз подряд. В январе 2009 года в Хельсинки стали трёхкратными чемпионами Европы. Спустя два месяца Алёна с Робином стали двукратными чемпионами мира. На Олимпиаде в Ванкувере дуэт завоевал бронзовые награды.
В сезоне 2010—2011 пара выиграла свой четвёртый по счету чемпионат Европы, а на чемпионате мира в Москве стали трёхкратными чемпионами мира. В сезоне 2011—2012 Савченко и Шолковы в последний момент снялись с чемпионата Европы из-за травмы Алёны, которую она получила, пытаясь исполнить сложный выброс в три с половиной оборота. На чемпионате мира в Ницце они в упорной борьбе с россиянами Волосожар и Траньковым стали чемпионами мира в четвёртый раз.
Предолимпийский сезон Алёна и Робин начали победой на этапе Гран-при Канады, однако снялись со следующего этапа по причине болезни Алёны. На чемпионате Европы и мира они становились вторыми после Волосожар и Транькова. В сезоне 2013—2014 года Савченко и Шолковы выиграли два этапа серии Гран-при и финал серии, однако из-за травмы партнёрши они были вынуждены пропустить чемпионат Европы.
На Олимпийских играх пара решила не участвовать в командном турнире, чтобы лучше подготовиться к индивидуальным соревнованиям. После короткой программы Алёна и Робин занимали второе место, но в произвольной допустили два падения, из-за чего опустились на третью итоговую строчку. В результате немецкая пара завоевала бронзовые медали, как и четыре года назад. На чемпионате мира 2014 года в отсутствие их главных соперников Волосожар и Транькова Алёна и Робин завоевали свой пятый титул чемпионов мира.
Тренер Инго Штойер отмечал, что Савченко была лидером в паре с Шолковы, и это во многом влияло на успех дуэта. Наставник упоминал также, что у Алёны хороший характер, и «главное — не стоять у неё на пути, когда она идёт к цели». Немецкий журналист Артур Вернер, специализирующийся на фигурном катании, в ряде публикаций в немецкой и украинской прессе акцентировал внимание на особых отношениях, сложившихся за много лет сотрудничества между тренером и его ученицей. Сама Алёна охотно признавала, что Инго Штойер всегда был её кумиром.

### Смена партнёра
В Германии спортсменов в индивидуальных дисциплинах и их тренеров обычно финансирует и выплачивает им армейскую зарплату бундесвер. Однако пару Савченко-Шолковы и их тренера не приняли на военное довольствие в связи с тем, что Штойера подозревали в сотрудничестве со спецслужбой «Штази» во времена ГДР. Савченко в интервью для печати пояснила, что доподлинно ей об этом неизвестно: «Мое мнение по этому поводу — прошлое не стоит ворошить. Мы ценим тренера за его труд и талант, а не за то, что в далёком прошлом он мог ошибиться, сделать что-то предосудительное. Важно ли мне, что из-за этого может пострадать моя репутация? Нет!».
Поездки пары на соревнования финансировал Международный союз конькобежцев (ИСУ), командировки тренера Инго Штойера спортсмены оплачивали самостоятельно.
После чемпионата мира 2014 объявлено, что пара распадается. 34-летний Шолковы решил завершить свою спортивную карьеру по причине предстоящей женитьбы. 30-летняя Савченко решила продолжить карьеру с французским фигуристом Брюно Массо и готовиться к Олимпиаде 2018 в Корее. Тренировать новую пару планировал Инго Штойер.
В дальнейшем Штойер расстался с новоиспечённой парой. Тренером дуэта стал немецкий специалист Александер Кёниг. После долгих раздумий пара приняла решение выступать за Германию. Но французская федерация долго препятствовала Массо в получении возможности представлять на льду соседнее государство.
Лишь в октябре 2015 года федерациям удалось договориться, и уже через месяц пара дебютировала на соревнованиях. На первом турнире они заняли первое место. Далее последовала победа на Кубке Варшавы и чемпионате Германии. На чемпионате Европы в Братиславе пара завоевала серебряные медали. В апреле 2016 года на чемпионате мира немецкая пара завоевала бронзовые медали и оказалась лучшей из европейских спортивных дуэтов.

### Олимпийское золото
Предолимпийский сезон пара начала на Nebelhorn Trophy, где уверенно заняла первое место. В ноябре 2016 года выступили на Гран-при России и Франции, победив на обоих турнирах. Это позволило им попасть в финал серии. Но за неделю до начала соревнований пара снялась с соревнований из-за травмы Алёны. Также они пропустили чемпионат Германии. В январе 2017 года пара стартовала на чемпионате Европы, где они повторили прошлогодний результат и стали вторыми. В марте они выиграли серебряную медаль на чемпионате мира, уступив только китайцам Суй Вэньцзин и Хань Цуну.
В сентябре 2017 года выступили на Nebelhorn Trophy, финишировав с серебряными медалями. Благодаря серебру на Гран-при Канады и золоту в США, они вышли в финал Гран-при, выиграв его с мировым рекордом за произвольную программу. Для более серьёзной подготовки к Олимпийским играм пара не выступила на чемпионате Европы.
В феврале 2018 года на Олимпийских играх в рамках командных соревнований принесли сборной Германии восемь очков из десяти возможных. В личном турнире Савченко, на пятой для себя Олимпиаде, в паре с Массо завоевала золотую медаль, установив мировой рекорд в произвольной программе.
На постолимпийском чемпионате мира в Милане фигуристы стали победителями. В произвольной программе обновили свой рекорд, установленный на Олимпиаде в Пхенчхане, а по сумме баллов, набранных за две программы, ещё и улучшили мировой рекорд, принадлежащий Татьяне Волосожар и Максиму Транькову.
После Олимпиады в качестве тренера работала с парой из США Алексой Шимека и Крисом Книрим, а также немецкой одиночницей Аей Хатакавой, которая под руководством Савченко стала чемпионкой Германии (2021).

## Карьера тренера
11 июня 2021 года объявила о возобновлении спортивной карьеры, тренировалась в паре с американцем Томми-Джо Найманом. Спустя несколько месяцев она отказалась от идеи возвращения в соревновательное катание и сосредоточилась на тренерской карьере.
В 2018 году начала тренерскую деятельность. Под её руководством одиночница Ая Хатакава выиграла чемпионат Германии (2021). В 2022 году Савченко переехала из Германии в нидерландский Херенвен, где незадолго до этого открылся Национальный тренировочный центр фигурного катания. Там она заняла пост главного тренера сборной Нидерландов, тренируя как фигуристов-одиночников, так и спортивные пары. Контракт между Савченко и местной федерацией фигурного катания был рассчитан на два сезона (до середины 2024 года), но проработав по контракту один сезон, она покинула должность.

## Личная жизнь
До выступлений в паре с Массо проживала в Хемнице, затем жила и тренировалась в Оберстдорфе. 
Летом 2016 года Алена вышла замуж за 24-летнего британского художника Лиама Кросса. В сентябре 2019 года у пары родилась дочь Амилия. В декабре 2024 года родилась вторая дочь Наоми.

## Результаты
(В паре с Брюно Массо за Германию)
| Соревнования        | 15/16         | 16/17         | 17/18         |
| Международные       | Международные | Международные | Международные |
| ------------------- | ------------- | ------------- | ------------- |
| Олимпиада — пары    |               |               | 1             |
| Олимпиада — команда |               |               | 7             |
| Чемпионат мира      | 3             | 2             | 1             |
| Чемпионат Европы    | 2             | 2             |               |
| Финал Гран-при      |               |               | 1             |
| Гран-при США        |               |               | 1             |
| Гран-при Канады     |               |               | 2             |
| Nebelhorn Trophy    |               | 1             | 2             |
| Гран-при России     |               | 1             |               |
| Гран-при Франции    |               | 1             |               |
| Tallinn Trophy      | 1             |               |               |
| Warsaw Cup          | 1             |               |               |
| Bavarian Open       | 1             |               |               |
| Национальные        |               |               |               |
| Чемпионат Германии  | 1             |               | 1             |

(В паре с Робином Шолковы за Германию)
| Соревнования       | 03/04         | 04/05         | 05/06         | 06/07         | 07/08         | 08/09         | 09/10         | 10/11         | 11/12         | 12/13         | 13/14         |
| Международные      | Международные | Международные | Международные | Международные | Международные | Международные | Международные | Международные | Международные | Международные | Международные |
| ------------------ | ------------- | ------------- | ------------- | ------------- | ------------- | ------------- | ------------- | ------------- | ------------- | ------------- | ------------- |
| Олимпийские игры   |               |               | 6             |               |               |               | 3             |               |               |               | 3             |
| Чемпионат мира     |               | 6             | 6             | 3             | 1             | 1             | 2             | 1             | 1             | 2             | 1             |
| Чемпионат Европы   |               | 4             | 2             | 1             | 1             | 1             | 2             | 1             |               | 2             |               |
| Финал Гран-при     |               |               | 3             | 2             | 1             | 3             | 3             | 1             | 1             |               | 1             |
| Гран-при России    |               | 3             |               | 1             | 2             |               |               |               | 1             |               | 1             |
| Гран-при Китая     |               |               |               | 3             |               |               |               |               |               |               | 1             |
| Гран-при Канады    |               |               | 1             |               | 1             |               | 1             |               |               | 1             |               |
| Гран-при США       |               |               |               |               |               | 1             |               | 1             | 1             |               |               |
| Гран-при Японии    |               |               | 2             |               | 1             |               |               |               | 3             |               |               |
| Гран-при Франции   |               |               |               |               |               | 1             | 3             | 1             |               |               |               |
| Nebelhorn Trophy   |               | 3             | 1             |               | 1             | 1             | 1             |               |               |               |               |
| Мемориал Непелы    |               | 1             |               |               |               |               |               |               |               |               |               |
| NRW Trophy         |               |               |               |               |               |               |               |               |               | 1             |               |
| Национальные       |               |               |               |               |               |               |               |               |               |               |               |
| Чемпионат Германии | 1             | 1             | 1             | 1             | 1             | 1             |               | 1             |               |               | 1             |

(В паре со Станиславом Морозовым за Украину)
| Соревнования                | 98/99         | 99/00         | 00/01         | 01/02         |
| Международные               | Международные | Международные | Международные | Международные |
| --------------------------- | ------------- | ------------- | ------------- | ------------- |
| Олимпийские игры            |               |               |               | 15            |
| Игры доброй воли            |               |               |               | 5             |
| Чемпионат мира              |               |               | 9             |               |
| Чемпионат Европы            |               | 7             | 6             |               |
| Гран-при России             |               | 4             | 7             |               |
| Гран-при Германии           |               | 5             | 5             |               |
| Гран-при Франции            |               |               | 6             |               |
| Nebelhorn Trophy            |               | 1             |               |               |
| Международные среди юниоров |               |               |               |               |
| Чемпионат мира              | 12            | 1             |               |               |
| Финал Гран-при              |               | 1             |               |               |
| Гран-при Хорватии           |               | 1             |               |               |
| Гран-при Словении           |               | 2             |               |               |
| Гран-при Украины            | 3             |               |               |               |
| Гран-при Германии           | 4             |               |               |               |
| Национальные                |               |               |               |               |
| Чемпионат Украины           | 2             | 1             | 1             |               |

(В паре с Дмитрием Боенко за Украину)
| Соревнования                 | 97/98 |
| ---------------------------- | ----- |
| Чемпионат мира среди юниоров | 13    |